# Lördagsakuten
Lördagsakuten var ett barnprogramblock som visades på lördagmorgnar i SVT1 1996-1997.
Mellan programinslagen agerade programledaren Johanna Westman sjuksyster i en mottagning. Värt att notera är att hennes klädsel växlade vid varje kamerabyte.

## Exempel på serier iLördagsakuten
- Leksakernas hemliga liv – en amerikansk dockfilmserie om leksakernas egna värld. Gjord av Mupparnas "fader" Jim Henson.
- Trillingarna – en tecknad spansk serie om trillingarna Anna, Teresa och Helena och deras ständiga kamp med häxan som hela tiden vill föra dem till olika klassiska sagovärldar.
- Barnen från Waterland – en holländsk serie om Spijker och hans kompisar som bor i en liten idyllisk by i området Waterland.